# Alexander Wieczerzak

Alexander Wieczerzak, né le 22 mars 1991 à Francfort-sur-le-Main, est un judoka allemand. En 2017, il remporte la médaille d'or lors des championnats du monde dans la catégorie des moins de 81 kg face à Matteo Marconcini. Lors des championnats l’année suivante, il finit troisième,.